# Janet Jagan
Janet Rosalie Jagan (ur. 20 października 1920 w Chicago, zm. 28 marca 2009 w Georgetown) – gujańska polityk, prezydent Gujany w latach 1997–1999. Żona Cheddiego Jagana.
Z pochodzenia Amerykanka, urodziła się jako Janet Rosenberg. Za Jagana wyszła za mąż w 1943, w tym samym roku zamieszkała w Gujanie, będącej wówczas brytyjską kolonią. Tak jak i mąż zaangażowała się politycznie (początkowo flirtując z komunizmem), w 1950 znalazła się w gronie założycieli People's Progressive Party (PPP, Ludowa Partia Postępowa). Pracowała w redakcji partyjnego czasopisma Thunder, w latach 50. była więziona.
W latach 60. pełniła funkcję ministra, także w następnych latach małżeństwo Jaganów pozostawało – w różnych rolach, najczęściej opozycyjnych – w polityce. Janet m.in. zasiadała w parlamencie i była redaktorką pisma Mirror. W 1993 pełniła funkcję ambasadora Gujany przy ONZ. W 1992 Cheddi został prezydentem kraju.
W 1997 po śmierci męża i ustąpieniu Samuela Hindsa ze stanowiska, została prezydentem Gujany. Funkcję pełniła od 19 grudnia 1997 do 11 sierpnia 1999, kiedy to zrezygnowała z powodów zdrowotnych. Wcześniej, od marca do grudnia 1997, pełniła funkcję premiera. Po raz pierwszy w historii prezydentem Gujany była kobieta.
Była także autorką prac historycznych, w tym poświęconych PPP oraz książek dla dzieci.